# Juan Neira
Juan Ángel Neira (Azul, Buenos Aires, Argentina, 21 de febrero de 1989) es un futbolista argentino que actualmente milita en el O. F. I. Creta de la Superliga de Grecia.
Tuvo un excelente desempeño en la selección Argentina Sub-20

## Trayectoria
A los 15 años, Juan Neira llegó a La Plata. La gente de Gimnasia le echó el ojo unos meses antes, en una recorrida por Azul, cuando el delantero jugaba en Alumni Azuleño. Con 17 años cumplidos, el jugador tuvo un gran año en 6.ª División en el equipo que terminó en el segundo puesto (detrás de San Lorenzo) y terminó como goleador de la categoría con 24 tantos.
Debutó en la Primera División Argentina, el 9 de diciembre de 2006 en Gimnasia y Esgrima La Plata. Marcó su primer gol en primera división frente a River Plate el 11 de mayo del 2008 por el Torneo Clausura correspondiente.
En el año 2011 firmó a préstamo con Lanús por una temporada.
Terminado su préstamo con Lanús arregla su incorporación a préstamo con el Real Valladolid CF por una temporada con opción de compra, sin embargo una vez terminado el préstamo y sin mucho lugar en el primer equipo llega a Estudiantes Tecos del ascenso Mexicano con el pase en su poder. En 2014 se incorpora al Centro Atlético Fénix de Uruguay.

### Selección Argentina Sub-20
Desde el 2007 siempre fue tenido en cuenta para distintas convocatorias en las Selecciones Juveniles de la Argentina.
En el 2009, fue protagonista en la Selección Nacional Sub-20 en el Torneo Sudamericano de Venezuela. Fue titular en 3 partidos y con grandes actuaciones fue destacado por la prensa como la figura del equipo.

## Clubes
| Club                        | País      | Año         |
| --------------------------- | --------- | ----------- |
| Gimnasia y Esgrima La Plata | Argentina | 2006 - 2011 |
| Club Atlético Lanús         | Argentina | 2011 - 2012 |
| Real Valladolid CF          | España    | 2012 - 2013 |
| Estudiantes Tecos           | México    | 2013 - 2014 |
| Fénix                       | Uruguay   | 2014        |
| Newell's Old Boys           | Argentina | 2015        |
| Coras de Tepic              | México    | 2015 - 2016 |
| Mineros de Zacatecas        | México    | 2016        |
| Coras de Tepic              | México    | 2017        |
| Club Atlético Zacatepec     | México    | 2017 - 2018 |
| O. F. I. Creta              | Grecia    | 2018 -      |